# El ángel desnudo
El ángel desnudo és una pel·lícula argentina en blanc i negre dirigida per Carlos Hugo Christensen sobre el guió, de César Tiempo, que està basat en l'obra de teatre d'Arthur Schnitzler Fräulein Else, de 1924. La pel·lícula va comptar amb Olga Zubarry, Guillermo Battaglia, Carlos Cores i Eduardo Cuitiño com a actors principals, i es va estrenar el 14 de novembre de 1946.

## Sinopsi
Per prestar diners a un home en fallida, un escultor posa com a condició que la bella filla adolescent d'aquest posi nua per a ell.

## Repartiment
Repartiment.
- Olga Zubarry - Elsa Les Heras
- Guillermo Battaglia - Guillermo Lagos Renard
- Carlos Cores - Mario
- Eduardo Cuitiño -Gaspar Les Heras
- Agustín Orrequia - Vargas
- Fedel Despres - Diana
- Cirilo Etulain - Morales
- José de Ángelis - Prefecto
- Orestes Soriani - President Societat Crítics d'Art
- Cecilio de Vega - Dubois

## Comentaris
La crònica de Crítica deia referent al director: 
| « | revela su dominio del oficio y una disposición inteligente para componer escenas, ayudado por una fotografía de buenos efectos y una música que, como el diálogo, prefiere la estridencia. | » |

Opinió de Manrupe i Portela sobre la pel·lícula: 
| « | Mórbida, sombría, con Zubarry como una Lolita avant la lettre y Battaglia más faunesco que sus sobrecargadas esculturas. Christensen a sus anchas en lo sexual, con el primer desnudo del cine argentino, dorsal y fugaz. Un buen melodrama, bien fotografiado en una primera aproximación a Río de Janeiro. Todo un clásico. | » |